# Vito Petrella
Vito Petrella (ur. 12 kwietnia 1965 w Gloucester) – włoski lekkoatleta, specjalizujący się w biegach sprinterskich.

## Sukcesy sportowe
- halowy mistrz Włoch w biegu na 400 metrów – 1987[1]

| Rok  | Miasto    | Zawody                     | Konkurencja        | Wynik         |
| ---- | --------- | -------------------------- | ------------------ | ------------- |
| 1983 | Latakia   | Igrzyska śródziemnomorskie | sztafeta 4 x 400 m | złoty medal   |
| 1986 | Stuttgart | Mistrzostwa Europy         | sztafeta 4 x 400 m | 4. miejsce    |
| 1988 | Budapeszt | Halowe mistrzostwa Europy  | bieg na 400 m      | 5. miejsce    |
| 1989 | Haga      | Halowe mistrzostwa Europy  | bieg na 400 m      | 6. miejsce    |
| 1990 | Split     | Mistrzostwa Europy         | sztafeta 4 x 400 m | 4. miejsce    |
| 1991 | Sewilla   | Halowe mistrzostwa świata  | sztafeta 4 x 400 m | brązowy medal |
| 1991 | Sheffield | Uniwersjada                | sztafeta 4 x 400 m | brązowy medal |
| 1993 | Narbona   | Igrzyska śródziemnomorskie | sztafeta 4 x 400 m | brązowy medal |

## Rekordy życiowe
| konkurencja        | na stadionie                  | w hali                    |
| ------------------ | ----------------------------- | ------------------------- |
| bieg na 400 metrów | 46,15 – Sestriere, 11/08/1988 | 46,37 – Turyn, 10/02/1988 |